# Collaccio
Collaccio è il nome di una dorsale dell'isola d'Elba situata alle pendici meridionali del Monte Capanne non distante dalla formazione rocciosa di Pietra Murata e dei Sassi Ritti. Il toponimo è attestato dal XVIII secolo. Il sito è noto soprattutto per la presenza di due quartieri pastorali (Caprili del Collaccio Alto e Basso) e per un incidente aereo avvenuto nel 1944.

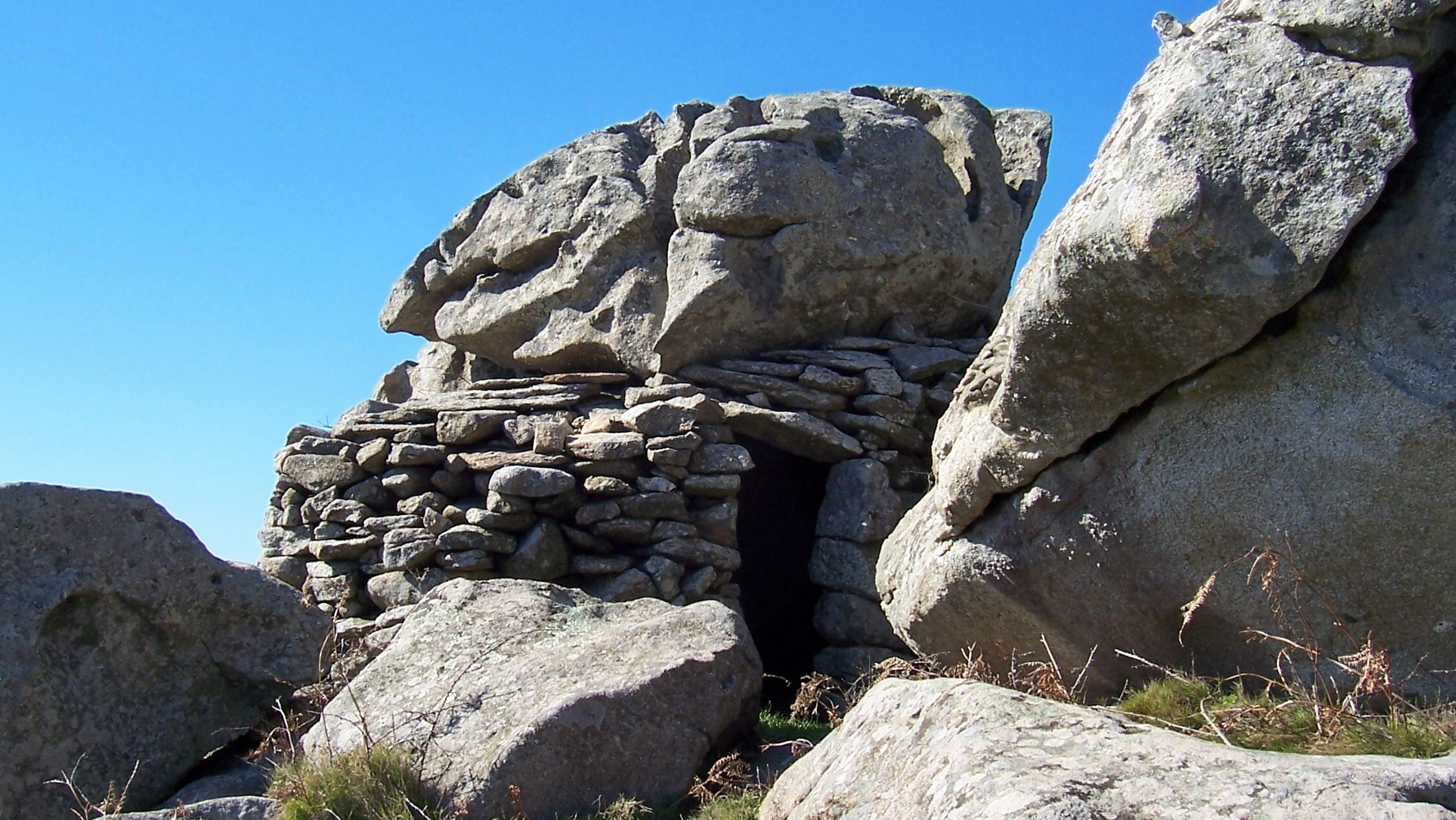
Caprile della Tozza al Pròtano, a breve distanza dal Collaccio

## Ambiente
La vegetazione è composta da macchia mediterranea caratterizzata da Erica arborea e Cistus monspeliensis.